# Persone di cognome May
| Questa pagina contiene informazioni ricavate automaticamente dalle voci biografiche con l'ausilio del template Bio e di un bot. L'aggiornamento è periodico e automatico e ricostruisce completamente la pagina. Se manca una persona in questa lista, sei pregato di non aggiungerla, ma accertati piuttosto che la sua voce biografica contenga il template Bio e che i dati anagrafici siano correttamente compilati. Se il template Bio manca, inseriscilo tu stesso o, in alternativa, metti l'avviso {{tmp\|Bio}} che ne segnala la mancanza. Se i dati riportati sono sbagliati, correggi direttamente la voce biografica; le modifiche saranno visibili in questa lista entro pochi giorni. Per chiarimenti vedi il progetto antroponimi. La lista contiene solo le 61 persone che sono citate nell'enciclopedia e per le quali è stato implementato correttamente il template Bio. Pagina aggiornata al 23 giu 2025. |

Questa è una lista di persone presenti nell'enciclopedia che hanno il cognome May, suddivise per attività principale.

## Allenatori di calcio(1)
- Eddie May, allenatore di calcio e calciatore inglese (Epping, n. 1943 - Barry, † 2012)

## Architetti(2)
- Ernst May, architetto e urbanista tedesco (Francoforte sul Meno, n. 1886 - Amburgo, † 1970)
- Hugh May, architetto britannico (n. 1621 - † 1684)

## Arcivescovi cattolici(1)
- John Lawrence May, arcivescovo cattolico statunitense (Evanston, n. 1922 - Saint Louis, † 1994)

## Attrici(11)
- Ann May, attrice statunitense (Cincinnati, n. 1899 - Los Angeles, † 1985)
- Barbara May, attrice austriaca (Vienna, n. 1961)
- Betty May, attrice statunitense (Cripple Creek, n. 1904 - Los Angeles, † 1949)
- Doris May, attrice statunitense (Seattle, n. 1902 - Los Angeles, † 1984)
- Eva May, attrice austriaca (Vienna, n. 1902 - Baden, † 1924)
- Gisela May, attrice e cantante tedesca (Wetzlar, n. 1924 - Berlino, † 2016)
- Isabel May, attrice statunitense (Santa Monica, n. 2000)
- Jodhi May, attrice britannica (Londra, n. 1975)
- Marta May, attrice spagnola (Santander, n. 1939)
- Mathilda May, attrice francese (Parigi, n. 1965)
- Mia May, attrice e cantante austriaca (Vienna, n. 1884 - Los Angeles, † 1980)

## Banchieri(1)
- Philip May, banchiere britannico (Norwich, n. 1957)

## Calciatori(4)
- Andy May, ex calciatore lussemburghese (n. 1989)
- Ben May, ex calciatore inglese (Gravesend, n. 1984)
- David May, ex calciatore inglese (Oldham, n. 1970)
- Stevie May, calciatore scozzese (Perth, n. 1992)

## Cantanti(1)
- Corinna May, cantante tedesca (Brema, n. 1970)

## Cantautrici(2)
- Abbe May, cantautrice e musicista australiana (Subiaco, n. 1983)
- Imelda May, cantautrice irlandese (Dublino, n. 1974)

## Cestisti(4)
- Don May, ex cestista statunitense (Dayton, n. 1946)
- John May, ex cestista statunitense (Gulfport, n. 1958)
- Scott May, ex cestista statunitense (Sandusky, n. 1954)
- Sean May, ex cestista, allenatore di pallacanestro e dirigente sportivo statunitense (Chicago, n. 1984)

## Chitarristi(1)
- Brian May, chitarrista, cantautore e compositore britannico (Londra, n. 1947)

## Compositori(2)
- Brian May, compositore australiano (Adelaide, n. 1934 - Melbourne, † 1997)
- Billy May, compositore, musicista e trombettista statunitense (Pittsburgh, n. 1916 - San Juan Capistrano, † 2004)

## Conduttori televisivi(1)
- James May, conduttore televisivo e giornalista britannico (Bristol, n. 1963)

## Danzatrici(1)
- Pamela May, ballerina trinidadiana (San Fernando, n. 1917 - Birmingham, † 2005)

## Diplomatici(1)
- Francis Henry May, diplomatico inglese (Dublino, n. 1860 - Suffolk, † 1922)

## Giocatori di football americano(2)
- Mark May, ex giocatore di football americano statunitense (Oneonta, n. 1959)
- Ray May, ex giocatore di football americano statunitense (Los Angeles, n. 1945)

## Lunghiste(1)
- Fiona May, ex lunghista, triplista e attrice britannica (Slough, n. 1969)

## Matematici(1)
- Kenneth May, matematico statunitense (Portland, n. 1915 - Toronto, † 1977)

## Musicisti(1)
- Derrick May, musicista statunitense (Detroit, n. 1963)

## Nuotatori(1)
- Bill May, nuotatore artistico statunitense (Syracuse, n. 1979)

## Ostacolisti(1)
- Willie May, ostacolista statunitense (Knoxville, n. 1936 - † 2012)

## Pallavoliste(1)
- MacKenzie May, pallavolista statunitense (Dubuque, n. 1999)

## Piloti automobilistici(1)
- Michael May, ex pilota automobilistico svizzero (Stoccarda, n. 1934)

## Piloti motociclistici(1)
- Geoff May, pilota motociclistico statunitense (Atlanta, n. 1980)

## Politiche(1)
- Theresa May, politica britannica (Eastbourne, n. 1956)

## Psicologi(1)
- Rollo May, psicologo e insegnante statunitense (Ada, n. 1909 - Tiburon, † 1994)

## Pugili(1)
- Torsten May, ex pugile tedesco (Glauchau, n. 1969)

## Registe(1)
- Elaine May, regista, sceneggiatrice e attrice statunitense (Filadelfia, n. 1932)

## Registi(3)
- Bradford May, regista e direttore della fotografia statunitense (Los Angeles, n. 1951)
- Joe May, regista, produttore cinematografico e sceneggiatore austriaco (Vienna, n. 1880 - Los Angeles, † 1954)
- Paul May, regista, sceneggiatore e produttore cinematografico tedesco (Monaco di Baviera, n. 1909 - Taufkirchen, † 1976)

## Rugbisti a 15(2)
- Jonny May, rugbista a 15 britannico (Swindon, n. 1990)
- Tom May, rugbista a 15 inglese (Londra, n. 1979)

## Sciatrici alpine(1)
- Gaby May, ex sciatrice alpina svizzera (n. 1968)

## Scrittori(3)
- Karl May, scrittore tedesco (Ernstthal, n. 1842 - Radebeul, † 1912)
- Peter May, scrittore e giornalista scozzese (Glasgow, n. 1951)
- Robert L. May, scrittore statunitense (Queens, n. 1905 - Evanston, † 1976)

## Scrittrici di fantascienza(1)
- Julian May, autrice di fantascienza statunitense (Chicago, n. 1931 - Bellevue, † 2017)

## Storici(2)
- Arthur James May, storico statunitense (Rockdale, n. 1899 - † 1968)
- Johann Heinrich May il giovane, storico, filologo e orientalista tedesco (Durlach, n. 1688 - Gießen, † 1732)

## Tenniste(1)
- Kathy May, ex tennista statunitense (Beverly Hills, n. 1956)

## Triatlete(1)
- Elizabeth May, triatleta lussemburghese (Lussemburgo, n. 1983)